# مجزرة بروانة
مجزرة بروانة هي عملية قتل جماعي نفذتها متطرفون شيعة بحق مدنيين عراقيين سُنَة من مدينة المقدادية شرق العراق فروا إلى قرية بروانة التي تتمتع بالأمان نسبياً بعد سيطرة تنظيم داعش على أجزاء واسعة من مدينة المقدادية. كانت حصيلة القتلى أكثر من 70 شخصاً  رمياً بالرصاص بعد أن قام مسلحون بأختطافهم بتاريخ 26 يناير 2015.

## التفاصيل
وقعت هذه المجزرة خلال معركة المقدادية. ففي 26 كانون الثاني/يناير 2015 أحكم الجيش العراقي والميليشات الشيعية سيطرتهم على مدينة المقدادية وفي نفس اليوم سيطروا على قرية بروانة التي تقطنها عائلات سنية معظمها نزح من مدينة المقدادية نتيجة القتال. وقال شهود عيان إن رجالاً يلبسون زياً عسكرياً أخذوهم من منازلهم وقسموهم لمجموعات صغيرة واقتادوهم إلى حقل وأجبروهم على الركوع ثم اختاروا البعض وأعدموهم رميا بالرصاص الواحد تلو الآخر. وأكد مركز حقوقي في بغداد أن العدد النهائي للضحايا هو 78 قتيلا بينهم شيوخ وأطفال أُعدموا بشكل جماعي فضلاً عن اختطاف 65 من سكان القرية ما زال مصيرهم مجهولاً حتى الآن.
وقالت منظمة هيومن رايتس ووتش في تقرير نشرته بتاريخ 15 شباط/فبراير 2015:

## ردود الفعل

### المحلية
- أصدر رئيس الوزراء حيدر العبادي أمراً بإجراء تحقيق عاجل في معلومات عن وقوع مجزرة بحق سكان القرى السنية في محافظة ديالى على يد مليشيات شيعية.[4]
- وصف رئيس البرلمان العراقي سليم الجبوري المجزرة بأنها «جريمة يندى لها الجبين الإنسانية وتقشعر لها الأبدان».[5]